# Parque natural de Bicol
El Parque natural de Bicol es un área protegida de Filipinas, situada en la región de Bicol en el sur de Luzón. Se extiende a ambos lados de la frontera montañosa entre las provincias de Camarines Norte y Camarines Sur en el interior norte de la península de Bicol . En primer lugar declarado como parque nacional que abarcaba 4.225 hectáreas ( 10.440 acres) el 13 de febrero de 1934 por la Proclamación N.º 657 del Gobernador General Frank Murphy , el parque nacional de Bicol se extendió posteriormente a su actual área de 5.201 hectáreas ( 12.850 acres) a través de las modificaciones introducidas en Proclamación N.º 655 firmadas por el presidente Manuel Luis Quezon , el 23 de diciembre de 1940. El área fue reclasificada como un parque natural el 29 de diciembre de 2000 por la virtud de la Proclamación N.º 43 por el presidente Joseph Estrada. 